# Station Anderston
Anderston is een spoorwegstation in Schotland. Het station ligt in Anderston, het financiële centrum van Glasgow. Het station ligt grotendeels ondergronds. 

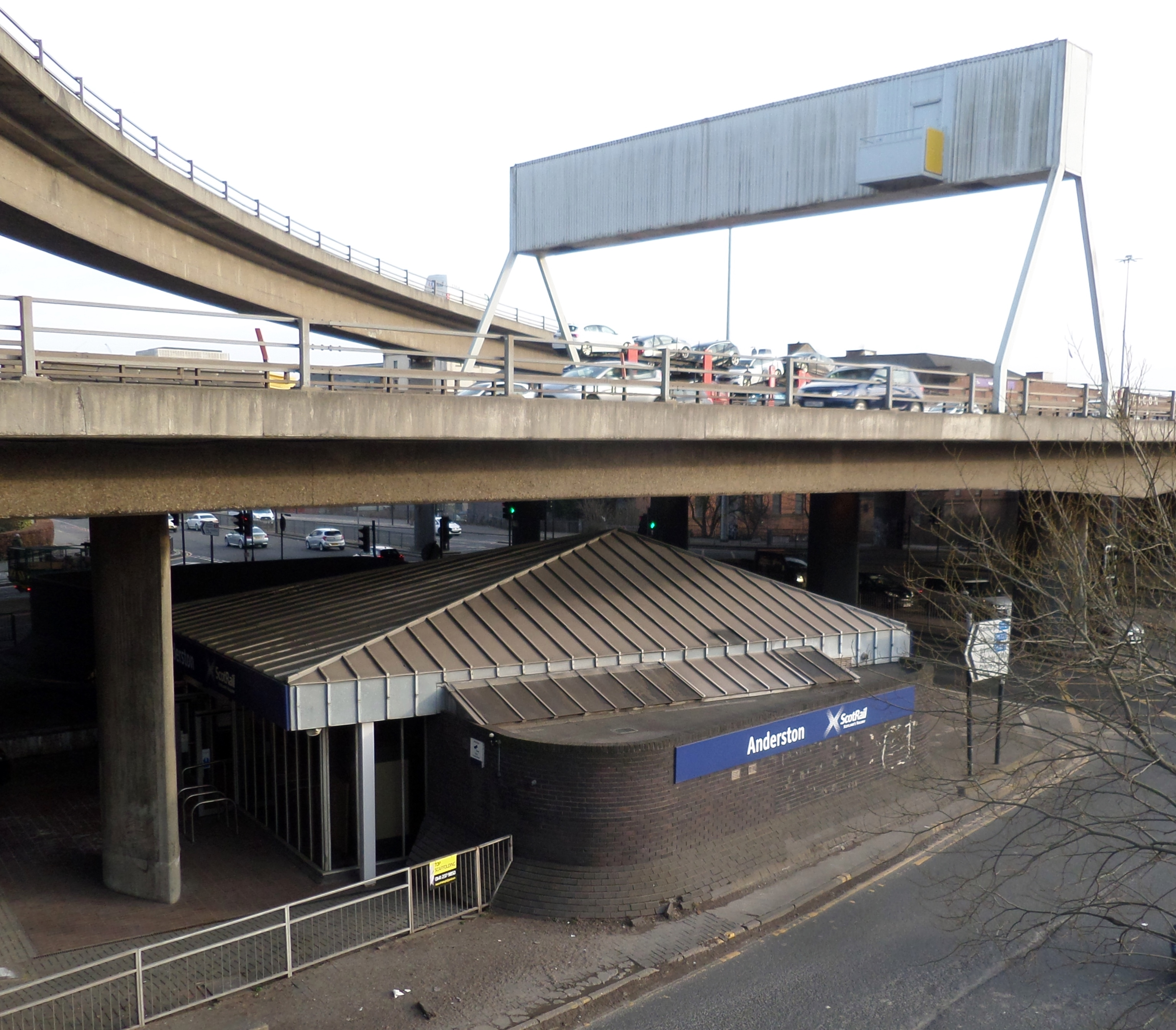
Ingang